# 罗曼·埃斯科拉诺
罗曼·埃斯科拉诺·奥利瓦雷斯（西班牙語：Román Escolano Olivares，1965年9月20日—）是西班牙经济学家。2014年至2018年担任欧洲投资银行副总裁。2018年短暂担任西班牙经济、产业与竞争力大臣。

## 经历
1965年9月20日出生于西班牙东北部的萨拉戈萨。1988年毕业于马德里自治大学经济与工商管理专业。
2000年至2004年在阿斯纳尔政府期间担任国家经济与商贸最高顾问团成员。后在西班牙外换银行担任高管。2012年至2014年担任西班牙官方信贷局主席。
2018年3月，经济大臣路易斯·德金多斯因为参与欧洲央行副行长竞选而离职，埃斯科拉诺接替其职务，直到6月因为政府不信任案被迫下台。2018年9月开始担任CUNEF商学院教授。

## 个人生活
已婚，有3个孩子